# Никольский собор (Оренбург)
Собор Николая Чудотворца — кафедральный собор Оренбургской области,  митрополии и епархии, один из наиболее посещаемых храмов Оренбурга, находящийся в центре города на улице Чкалова. Здесь хранится Табынская икона Божией Матери.

## История
Каменная церковь на месте собора была основана в 1883 году казаками Оренбургской станицы на средства прихожан и освящена 4 мая 1886 года.
Первоначально церковь была однопрестольной, во имя Святителя и Чудотворца Николая, а с 1910 года стала числиться как трехпрестольная в честь Успения Божией Матери и св. великомученика Пантелеимона.
В 1936 году храм святителя Николая был закрыт, но не разрушен. В его здании вначале размещалось общежитие, а после 1942 года — эвакуированные из Москвы и Ленинграда архивы НКВД.
12 апреля 1944 года храм был вновь открыт, а с 1955 по 1958 год заново расписан. Церковь вернулась к прихожанам обветшавшей, без икон, без иконостасов и без престолов. Новый иконостас собора, выполненный в стиле позднего ампира по проекту епископа Михаила (Воскресенского), был освящён 15 марта 1959 года.
В 1968 году был освящён четвёртый придел в честь Всех святых. В 1988—1990 годах, в ходе реконструкции собора по проекту архитектора Н. А. Быковской (институт «Спецпроектреставрация», Москва), сооружён новый купол вместо покосившегося деревянного завершения.
В 1994 году была надстроена новая колокольня, в 1995 году — возведена водосвятная часовня (на восточной стороне храмовой территории), в 1997—1998 годы построено церковное административное здание, в 2007 введен в действие новый храм крестильня.
В 1996 году Никольский кафедральный собор посещал Патриарх Всея Руси Алексий II.
С 1999 года при храме работает воскресная школа для детей.
В Пантелеимоновском приделе собора погребён митрополит Леонтий (Бондарь) († 24.01.1999).

## Духовенство
- Настоятель храма - протоиерей Алексий Асеев[3]